# Guido Antonio Zanetti
Guido Antonio Zanetti (Bazzano, 1741 – Bologna, 3 ottobre 1791) è stato un numismatico italiano.
Autore di molti scritti, pubblicò, oltre a suoi, anche le opere di altri numismatici, aggiungendovi le proprie annotazioni.

## Biografia
Nato a Bazzano si trasferì con la famiglia a circa 15 anni a Bologna, per seguire il padre che aprì un'attività di fornaio. Attivo nella bottega paterna, dalla errata valutazione di una moneta, che gli aveva invalso i rimproveri del padre, fu spinto a studiare il valore delle monete che circolavano in quel periodo in Italia. In poco tempo divenne particolarmente esperto nella circolazione monetaria e, allargati gli studi, ottenne l'impiego di computista nel Banco di Bologna, di cui divenne più tardi il direttore.
In questo periodo poté costituire un'ampia collezione di monete, la cui fama si diffuse e fu richiesta dal re di Napoli per i musei del Reame. Ceduta questa raccolta, Zanetti ne costituì una nuova, ancora più ampia. Assieme alla raccolta di monete, iniziò lo studio della numismatica, approfondendo le monetazioni medievali e moderne italiane.
Risultato dei suoi studi fu la pubblicazione di alcuni lavori, tra cui della Nuova raccolta, che doveva proseguire quella di Filippo Argelati.  Il primo volume fu pubblicato nel 1775 a Bologna. Gli altri quattro volumi furono pubblicati dal 1779
al 1789. 
Morto nel 1791, fu sepolto a Bologna nella monastero delle Clarisse.

## Opere
- Nuova raccolta delle monete e zecche d'Italia, in 5 volumi, pubblicati dal 1775 al 1789
- Notizie della zecca e delle monete di Brescia (con Carlo Doneda), 1786
- Delle monete di Faenza, 1777
- La Zecca e moneta parmigiana, (con Ireneo Affò), 1788